# Micro-région de Szob
La micro-région de Szob (en hongrois : szobi kistérség) est une micro-région statistique hongroise rassemblant plusieurs localités autour de Szob.